# Ledce (Kladno)
Ledce é uma comunas checa localizada na região da Boêmia Central, distrito de Kladno.